# Einsteinova věž
Einsteinova věž (německy: Einsteinturm) je astrofyzikální observatoř v přírodovědeckém parku Alberta Einsteina v Postupimi u Berlína v Německu. Originální avantgardní stavba byla navržena architektem Erichem Mendelsohnem v roce 1917 a řadí se k expresionistické architektuře. Stavěla se v letech 1919 až 1921 primárně za účelem ověření předpovědí Einsteinovy teorie relativity o rudém posuvu světla způsobeném vlivem působení gravitace Slunce. Otevřena byla v roce 1924. I když tu Albert Einstein nikdy nepracoval, podporoval myšlenku této stavby.  
Přestože se původně zamýšlelo, že stavba bude z betonu, kvůli nedostatku surovin po válce se ale nakonec postavila z cihel pokrytých štukaturou, což přineslo problémy s vlhkostí. Dodnes se prováděla na této stavbě řada rekonstrukcí. Budova také byla hodně poškozena za druhé světové války.